# Scream (zang)
De scream (ook bekend als shriek, blackmetalvocals) is een veel voorkomende zangtechniek in de metal, met name de black metal. Ook wordt deze stijl vaak in aangepaste vorm gebruikt bij sommige melodieuze deathmetal-, metalcore- en gothicmetalbands.
Screams vormen een zeer hoge, schorre, zangtechniek en zijn daarom moeilijk te verstaan, met name voor wie er nog onbekend mee is. Shrieks worden door allerlei effecten tot stand gebracht om de zang nog hoger, onmenselijker of demonischer te doen klinken. Veel vocalisten screamen echter met hun eigen stem. De techniek die ze hiervoor gebruiken verschilt per vocalist en scream. Screamen is zeer inspannend voor de stembanden en het valt dan ook af te raden om de scream direct uit de stembanden te laten komen, dit kan leiden tot een schorre keel, scheuren van de stembanden of het verliezen van de stem.